# Anyagszerkezet
Az anyagszerkezet fogalom kissé filozofikus jelentésű. Mindig annak a szerveződési szintnek a szerkezetét értjük alatta, amit vizsgálunk. Például az atom vizsgálata esetén az atomszerkezetet, a vizsgálatra levágott kőzetminta esetén a kőzet szövetszerkezetét. Az anyagszerkezeti hierarchia bemutatja, hogy számos szerveződési szint sorakozik egymás alatt és fölött, amikor „behatolunk” az anyag vizsgálatába. Minden szerveződési szintet tovább tudunk bontani (egy bizonyos mélységig), s hasonlóan, minden szintről tudunk tovább építkezni is.Az anyagszerkezet fogalma használható ipari-műszaki értelemben is. Egy textília anyagszerkezete a szövésszerkezete. A papír anyagszerkezete a nemezelt rostok és a kötőanyag együttes szerkezete.

## Összetétel és szerkezet kapcsolata
Általános rendszertani értelemben szerkezet az, ami az elemek kapcsolódásából fölépül. De az anyagszerkezeti hierarchia bemutatja, hogy gazdagon tagolható elemszintekre a fölbontott anyag. Általános rendszertani értelemben tehát minden szerveződési szinten beszélhetünk anyagszerkezetről.
Érdemes észrevenni, hogy ezt már gyakran használjuk is a hétköznapi fogalmak között. Például beszélünk kémiai összetételről, amikor a (gondolati) szétbontás szintjét a kémiai elemekig visszük.

### Atomszerkezet
Az atomot a kvantummechanika írja le. Lényegében az atommagból és az elektronokból áll. A szerkezet korai leírása a Bohr-modell.

### Molekula szerkezet
Az atomok kémiai kötésekkel különböző összetételű elemi anyagcsoportokat hoznak létre. Ezek a molekulák. A molekula szerkezetén a kémiában az atomok térbeli összekapcsolódását értik. Ha a molekulák épülnek össze kristállyá, akkor molekulakristályról beszélünk (pl. cukrok, fehérjék esetében) és a kristályszerkezet a korábbiakra épülő hierarchiaszint.

### Kristályszerkezet
A kristályos anyagok gyakran tekinthetők úgy, mintha az anyag kémiai összetételi szintjéről épülnének össze kristállyá. Például a pirit kristály esetén kénből és vasból. A kristály szó hozzávételével megneveztük azt a szerkezetet is, ahogyan a kémiai elemek összekapcsolódnak: térbeli kristályrács, kristályszerkezet rendjében.

### Szövetszerkezet
Az anyagok világában azonban ritka az, hogy az atomoktól a makroszkopikus anyagokig egyetlen rend, egyetlen szerkezet „nyúljon föl”. Gyakoribb az, hogy szerveződési szintek épülnek be az atomok elemszintje és a hétköznapi anyagok szintje közé. Például a bazalt-kőzetből kivágott útburkoló kőkocka messziről nézve homogén anyagnak tűnik. A geológus számára azonban szétszedhető ásványi összetevőkre. Ezt ásványos összetételnek nevezik a kőzettanban. A kőzetek vizsgálata szempontjából tehát az ásványok szintje egy, az atomi szint és a hétköznapi anyagok szintje közé beépülő hierarchiaszint, ahol az ásványok tekinthetők „elemeknek”. Az ásványok összekapcsolódása alkotja tehát a kőzet szerkezetét (szövetszerkezetét).

### Az opál szerkezete
Az opál vizet is tartalmazó, de elsődlegesen SiO2 kémiai összetételű ásvány. Szerkezete sajátos. Az opált fölépítő elemi kristály egységek (krisztallitok) nagyobb egységekbe épülnek össze. Ez a nagyobb egység 300-500 nanométeres nagyságú és másodlagos szerkezetet alkot. Mivel ez a mérettartomány a látható fény hullámhosszának tartománya, a 300-500 nanométeres nagyságú és másodlagos szerkezet sajátos fényjelenségeket okoz az opálnál. Ebből fakad az opál értéke is.

## Külső hivatkozások
- Az anyag szerkezete
- Anyagszerkezeti hierarchia